# Mens sana in corpore sano
Mens sana in corpore sano (Latijn) betekent "Een gezonde geest in een gezond lichaam". Het is een vaak aangehaald citaat uit een van de satiren (Satire X) van de Romeinse dichter Juvenalis. 

Dit citaat komt uit de volledige zin: Orandum est ut sit mens sana in corpore sano, wat zoveel betekent als "Men moet bidden om een gezonde geest in een gezond lichaam."
Originele Latijnse tekst van Satire X:
orandum est ut sit mens sana in corpore sano.
fortem posce animum mortis terrore carentem,
qui spatium vitae extremum inter munera ponat
naturae, qui ferre queat quoscumque labores,
nesciat irasci, cupiat nihil et potiores
Herculis aerumnas credat saevosque labores
et venere et cenis et pluma Sardanapalli.
monstro quod ipse tibi possis dare; semita certe
tranquillae per virtutem patet unica vitae.

Nederlandse vertaling:
We moeten bidden om een gezonde geest in een gezond lichaam.
Vragen om een dapper hart dat de angst voor de dood niet kent,
en de lengte van het leven als minste der natuurgaven acht,
elke inspanning verdraagt en toorn noch verlangen kent,
het zwoegen van Hercules hoger acht dan de lusten, banketten
en zachte kussens van Sardanapalus.
Wat ik u aanbeveel kunt u uzelf bieden;
de enige weg naar een vredig leven is deugdzaamheid.

## Trivia
- Mens sana in corpore sano is ook populair in de sportwereld, deze bekende zin komt voor in het logo van de Belgische recordkampioen RSC Anderlecht.
- ASICS, de naam van de Japanse fabrikant van sportschoenen en -kleding, is een acroniem van Anima Sana In Corpore Sano. Dit licht gewijzigde citaat van Juvenalis betekent in essentie hetzelfde als het origineel, namelijk een gezonde ziel in een gezond lichaam.